# Monumento a las víctimas del terrorismo (1968-2007)

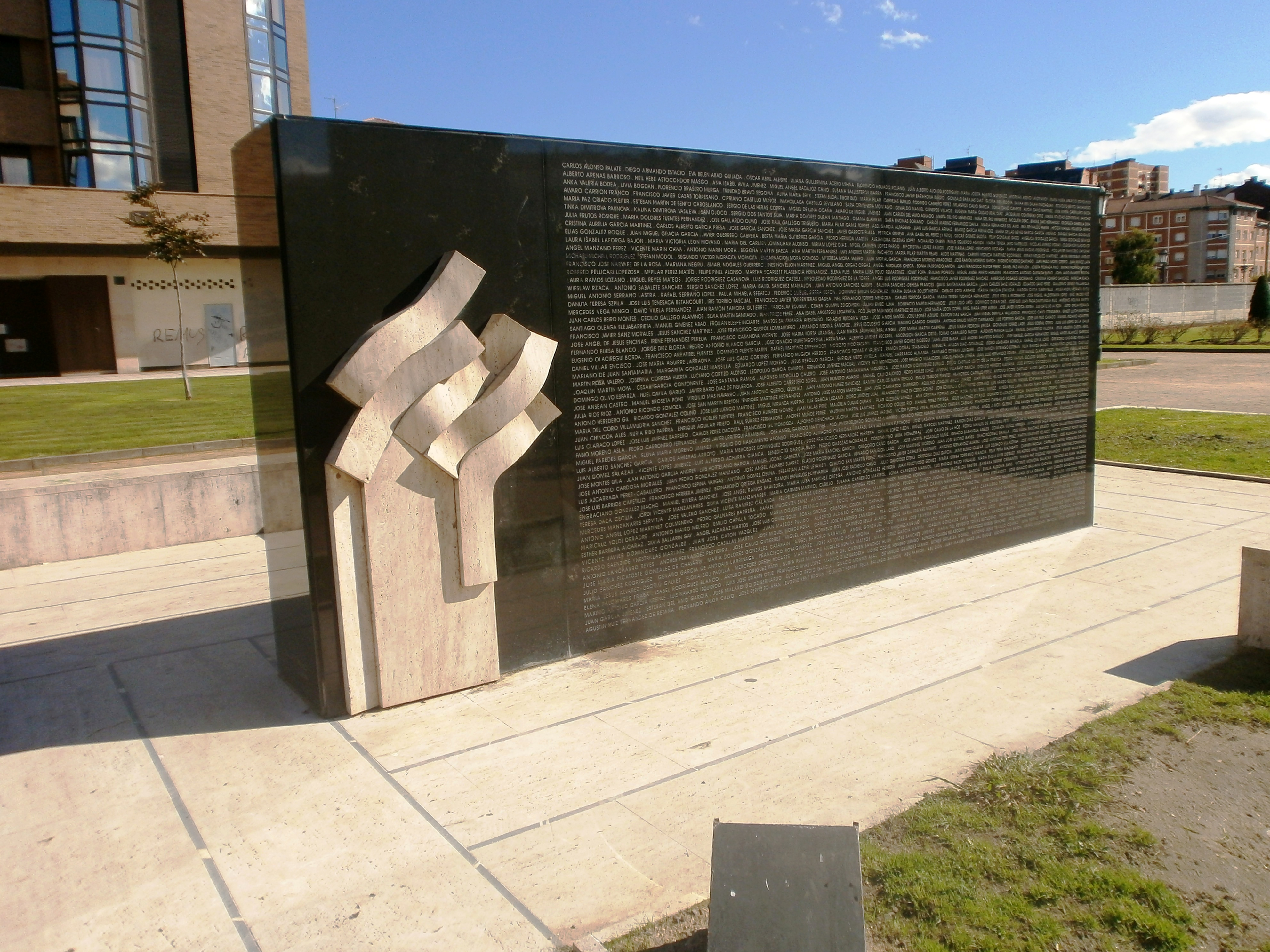
Vista del monumento

La escultura urbana conocida por el nombre Monumento a las víctimas del terrorismo (1968-2007), ubicada en la plaza Ángel González (poeta), en la ciudad de Oviedo, Principado de Asturias, España, es una de las más de un centenar que adornan las calles de la mencionada ciudad española, generalmente son monumentos conmemorativos, muchos de ellos dedicados a personajes de especial relevancia en un primer momento, y más puramente artísticas desde finales del siglo XX.
La escultura, hecha en granito y mármol travertino, es obra de José Luis Sánchez, académico de la Real Academia de Bellas Artes de San Fernando, y está datada en 2007.
El monumento consiste en chapado de estructura de acero inoxidable autoportante en granito negro intenso, con la grabación por chorro de arena de los nombres de las víctimas del terrorismo desde su inicio en 1968 hasta el año 2007, un total de 1500 nombres en ese momento; el conjunto escultórico se completa con una enorme "Mano de Fátima" de color blanco, hecha con fresadora de control numérico en mármol travertino.